# Gouverneurswahlen in Japan 2013
Im Jahr 2013 fanden in Japan Gouverneurswahlen in neun Präfekturen statt. Mit Chiba, Hyōgo und Shizuoka wählten drei der zehn bevölkerungsreichsten Präfekturen ihre Gouverneure. Fünf der zur Wiederwahl stehenden Gouverneure bewarben sich für eine zweite Amtszeit, wurden also 2009 erstmals gewählt. Bei zwei Wahlen gab es nur einen Kandidaten und es fand keine Abstimmung statt.
Anmerkung: Die meisten Kandidaten treten als Parteilose bei Gouverneurswahlen an; daher sind in den Wahlergebnissen die Parteizugehörigkeiten nicht separat genannt und nur die von den Parteien formal ausgesprochenen Empfehlungen und Unterstützungen aufgeführt. Dabei wird im folgenden nicht zwischen Unterstützung von Nationalparteien und von Präfekturverbänden differenziert.

## 27. Januar
Für den 27. Januar waren die Wahlen in Yamagata und Gifu angesetzt. Allerdings blieb die Wahl in Yamagata mangels Gegenkandidaten ohne Abstimmung.

### Yamagata
Zum Wahlkampfauftakt am 10. Januar hatte sich in Yamagata kein anderer Kandidat als Gouverneurin Mieko Yoshimura gemeldet, sie wurde damit ohne Abstimmung für eine zweite Amtszeit wiedergewählt. In Yamagata ist es die erste Wiederwahl ohne Abstimmung seit 1959, als Tōkichi Abiko für seine zweite Amtszeit kandidierte; landesweit wurde zuletzt im November 2011 Masanao Ozaki als Gouverneur von Kōchi ohne Abstimmung im Amt bestätigt.

### Gifu
In Gifu war Gouverneur Hajime Furutas einziger Herausforderer Masanori Suzuki, ein Mitglied des Präfekturvorstandes der KPJ. Furutas Wiederwahl wurde von LDP, DP und Kōmeitō unterstützt.
| Kandidat               | Unterstützerparteien | Unterstützerparteien | Unterstützerparteien | Unterstützerparteien | Stimmen | Anteil  |
| ---------------------- | -------------------- | -------------------- | -------------------- | -------------------- | ------- | ------- |
| Hajime Furuta          |                      |                      |                      | LDP, DP, Kōmeitō     | 474.731 | 85,0 %  |
| Masanori Suzuki        |                      |                      |                      | KPJ                  | 83.859  | 15,0 %  |
| Summe                  | Summe                | Summe                | Summe                | Summe                | 558.590 | 100,0 % |
| ungültige Stimmen etc. |                      |                      |                      |                      |         |         |
| Wahlbeteiligung        | Wahlbeteiligung      | Wahlbeteiligung      | Wahlbeteiligung      | Wahlbeteiligung      |         | 33,92 % |

## 17. März: Chiba
Kensaku Morita (63), Gouverneur von Chiba, bewarb sich mit Unterstützung aus den Mitte-rechts-Parteien (LDP, Ishin, Kōmeitō, Minna) für eine zweite Amtszeit. Gegenkandidaten waren der ehemalige Professor Sadanobu Miwa (75), der die Unterstützung der KPJ genoss, und der Selbstständige Yūsuke Satō (31). Die Demokratische Partei verzichtete auf eine eigenständige Wahlempfehlung. Offizieller Wahlkampfbeginn war der 28. Februar.
Die Wahlbeteiligung sank von über 45 % 2009 auf unter 32 %. Morita gewann mit mehr als drei Vierteln der Stimmen.
| Kandidat                     | Unterstützerparteien   | Unterstützerparteien   | Unterstützerparteien   | Unterstützerparteien   | Unterstützerparteien       | Stimmen   | Anteil  |
| ---------------------------- | ---------------------- | ---------------------- | ---------------------- | ---------------------- | -------------------------- | --------- | ------- |
| Kensaku Morita (Eiji Suzuki) |                        |                        |                        |                        | LDP, Kōmeitō, Minna, Ishin | 1.230.137 | 78,5 %  |
| Sadanobu Miwa                |                        |                        |                        |                        | KPJ                        | 288.762   | 18,4 %  |
| Yūsuke Satō                  |                        |                        |                        |                        | –                          | 47.559    | 3,0 %   |
| Summe                        | Summe                  | Summe                  | Summe                  | Summe                  | Summe                      | 1.566.458 | 100,0 % |
| ungültige Stimmen etc.       | ungültige Stimmen etc. | ungültige Stimmen etc. | ungültige Stimmen etc. | ungültige Stimmen etc. | ungültige Stimmen etc.     | 29.586    | 1,85 %  |
| Wahlbeteiligung              | Wahlbeteiligung        | Wahlbeteiligung        | Wahlbeteiligung        | Wahlbeteiligung        | Wahlbeteiligung            | 1.596.044 | 31,96 % |

## 7. April: Akita
Bei der Wahl in Akita war zur amtlichen Bekanntmachung am 21. März der einzige gemeldete Kandidat Gouverneur Norihisa Satake, der damit ohne Abstimmung als Wahlsieger feststand. In Akita war es die erste Gouverneurswahl ohne Abstimmung.

## 16. Juni: Shizuoka
Die Gouverneurswahl in Shizuoka fand am 16. Juni statt, gleichzeitig wurden vier Nachwahlen zum Präfekturparlament durchgeführt. Gouverneurswahlkampfauftakt war der 30. Mai. Neben Gouverneur Heita Kawakatsu kandidierten Ichirō Hirose, ehemaliger Professor der Tama-Universität, und Yukihiro Shimazu, ehemaliger Vizevorsitzender des KPJ-Präfekturverbandes. Die LDP unterstützte Hirose, die Kōmeitō gab keine Wahlempfehlung ab. Zu den Wahlkampfthemen gehörten unter anderem der Erdbeben- und Tsunamikatastrophenschutz – insbesondere vor dem nächsten Tōkai-Erdbeben, das sich voraussichtlich vor der Küste der Präfektur ereignet –, das Kernkraftwerk Hamaoka, die Wirtschafts- und Beschäftigungslage und der laufende Antrag, den Fuji zum UNESCO-Welterbe zu erklären.
Bei um über elf Punkte gesunkener Wahlbeteiligung setzte sich Gouverneur Kawakatsu mit über 70 % der Stimmen für eine weitere Amtszeit durch.
| Kandidat               | Unterstützerparteien   | Unterstützerparteien   | Stimmen   | Anteil  |
| ---------------------- | ---------------------- | ---------------------- | --------- | ------- |
| Heita Kawakatsu        |                        | –                      | 1.080.609 | 72,6 %  |
| Ichirō Hirose          |                        | LDP                    | 345.617   | 23,2 %  |
| Yukihiro Shimazu       |                        | KPJ                    | 61.980    | 4,2 %   |
| Summe                  | Summe                  | Summe                  | 1.488.206 | 100,0 % |
| ungültige Stimmen etc. | ungültige Stimmen etc. | ungültige Stimmen etc. | 9.863     | 0,66 %  |
| Wahlbeteiligung        | Wahlbeteiligung        | Wahlbeteiligung        | 1.498.069 | 49,49 % |

## 21. Juli: Hyōgo
In Hyōgo fand die Gouverneurswahl 2013 am 21. Juli statt, dem Termin der Sangiin-Wahl 2013. Gleichzeitig fand in Kōbes Stadtbezirk Tarumi eine Nachwahl zum Präfekturparlament statt. Zuletzt fielen Gouverneurswahl und Sangiin-Wahl im Jahr 2001 zusammen, als Toshizō Ido zum ersten Mal zum Gouverneur gewählt wurde. Einziger Gegenkandidat von Gouverneur Ido war der KPJ-gestützte Verbandsfunktionär Kōtarō Tanaka, der schon 2009 Idos einziger Herausforderer gewesen war. Bei über 50 % Wahlbeteiligung wurde Ido klar im Amt bestätigt.
| Kandidat               | Unterstützerparteien   | Unterstützerparteien   | Unterstützerparteien   | Stimmen   | Anteil  |
| ---------------------- | ---------------------- | ---------------------- | ---------------------- | --------- | ------- |
| Toshizō Ido            |                        |                        | Kōmeitō, SDP           | 1.684.146 | 72,8 %  |
| Kōtarō Tanaka          |                        |                        | KPJ                    | 627.874   | 27,2 %  |
| Summe                  | Summe                  | Summe                  | Summe                  | 2.312.020 | 100,0 % |
| ungültige Stimmen etc. | ungültige Stimmen etc. | ungültige Stimmen etc. | ungültige Stimmen etc. | 94.176    | 3,91 %  |
| Wahlbeteiligung        | Wahlbeteiligung        | Wahlbeteiligung        | Wahlbeteiligung        | 2.406.196 | 53,47 % |

## 8. September: Ibaraki
In Ibaraki wurde Gouverneur Masaru Hashimoto, der seit 1993 amtierende und damit derzeit landesweit dienstälteste Gouverneur, für eine sechste Amtszeit wiedergewählt.
| Kandidat               | Unterstützerparteien   | Unterstützerparteien   | Stimmen | Anteil  |
| ---------------------- | ---------------------- | ---------------------- | ------- | ------- |
| Masaru Hashimoto       |                        |                        | 489.832 | 65,5 %  |
| Shigehiro Tanaka       |                        | KPJ                    | 257.625 | 34,5 %  |
| Summe                  | Summe                  | Summe                  | 747.457 | 100,0 % |
| ungültige Stimmen etc. | ungültige Stimmen etc. | ungültige Stimmen etc. | 14.279  | 1,87 %  |
| Wahlbeteiligung        | Wahlbeteiligung        | Wahlbeteiligung        | 761.736 | 31,74 % |

## 27. Oktober: Miyagi
In Miyagi gewann Amtsinhaber Yoshihiro Murai gegen den KPJ-gestützten Anwalt Masaaki Satō.
| Kandidat               | Unterstützerparteien   | Unterstützerparteien   | Stimmen | Anteil  |
| ---------------------- | ---------------------- | ---------------------- | ------- | ------- |
| Yoshihiro Murai        |                        |                        | 591.265 | 86,4 %  |
| Masaaki Satō           |                        | KPJ                    | 92.790  | 13,6 %  |
| Summe                  | Summe                  | Summe                  | 684.055 | 100,0 % |
| ungültige Stimmen etc. | ungültige Stimmen etc. | ungültige Stimmen etc. | 5.219   | 0,76 %  |
| Wahlbeteiligung        | Wahlbeteiligung        | Wahlbeteiligung        | 689.274 | 36,58 % |

## 10. November: Hiroshima
Hidehiko Yuzaki, Gouverneur von Hiroshima, wurde mit Unterstützung der großen Parteien gegen den Kommunisten Osamu Ōnishi im Amt bestätigt.
| Kandidat               | Unterstützerparteien   | Unterstützerparteien   | Unterstützerparteien   | Unterstützerparteien   | Stimmen | Anteil  |
| ---------------------- | ---------------------- | ---------------------- | ---------------------- | ---------------------- | ------- | ------- |
| Hidehiko Yuzaki        |                        |                        |                        | LDP, DP, Kōmeitō       | 646.316 | 88,9 %  |
| Osamu Ōnishi           |                        |                        |                        | KPJ                    | 81.141  | 11,2 %  |
| Summe                  | Summe                  | Summe                  | Summe                  | Summe                  | 727.457 | 100,0 % |
| ungültige Stimmen etc. | ungültige Stimmen etc. | ungültige Stimmen etc. | ungültige Stimmen etc. | ungültige Stimmen etc. | 7.800   | 1,06 %  |
| Wahlbeteiligung        | Wahlbeteiligung        | Wahlbeteiligung        | Wahlbeteiligung        | Wahlbeteiligung        | 735.257 | 31,97 % |